# Казалмаджоре
Казалмаджо̀ре (на италиански: Casalmaggiore, на местен диалект: Casalmagiùr, Казалмаджур) е град и община в Северна Италия, провинция Кремона, регион Ломбардия. Разположен е на 26 m надморска височина. Населението на общината е 15 403 души (към 2017 г.).